# روميو نيري
روميو نيري (Romeo Neri) هو لاعب أولمبي لرياضة الجمباز من إيطاليا. شارك في الأولمبياد الصيفي في 1928–1932، وفاز بما مجموعه 4 ميداليات.

## الميداليات
| ذهب | فضة | برونز | المجموع |
| 3   | 1   | 0     | 4       |

## روابط خارجية
- روميو نيري على موقع اللجنة الأولمبية الدولية (الإنجليزية)
- روميو نيري على موقع أوليمبيديا (الإنجليزية)
- روميو نيري على موقع اللجنة الأولمبية الإيطالية (الإيطالية)